# Mariló (revista)
Mariló va ser una revista femenina publicada a València entre 1950 i 1959 per Editorial Valenciana.

## Trajectòria
Editorial Valenciana va llançar el primer número de Mariló el 1950, seguint les petjades de Florita (1949) d'ediciones Cliper. Presentava, no obstant això, importants diferències respecte a aquella:
- Inclusió de material humorístic d'autors de l'editorial, com Alamar, Karpa, Palop, Sabates i Serafín.
- Menor to pedagògic.
- Orientació cap a les classes baixes i mitjanes en comptes d'altes.
- Periodicitat quinzenal en comptes de setmanal.[1]

Amb un format variable, contenia les següents sèries:
| Aparició | Número    | Títol                      | Guionista             | Dibuixant       | Comentario              |
| -------- | --------- | -------------------------- | --------------------- | --------------- | ----------------------- |
| 1950     |           | Linda y Bing               | M. Fuentes, Tortajada | José Luis       | Nova                    |
| 1952     | 45 a      | Mariló                     | José Grau             | José Grau       |                         |
| 195      |           | Ondina                     | José Grau             | José Grau       | Historieta de aventuras |
| 195      |           | Rudy Pecas                 | José Grau             | José Grau       |                         |
| 195      | 111 a 117 | Albertina                  | José Grau             | José Grau       |                         |
| 1952     |           | Jimi y Puck                | José Luis             | José Luis       |                         |
| 195      |           | Marisa                     | Prieto Coronado       | Priero Coronado |                         |
| 1954     |           | Linda y Bing               | Vicente Tortajada     | José Lanzón     | Nova                    |
| 1954     |           | Matilde, niña revoltosa    | Pedro Alférez         | Pedro Alférez   |                         |
| 1954     |           | Anita, secretaria perfecta | Pedro Alférez         | Pedro Alférez   |                         |
| 1954     |           | Los gemelos Dolly          | Pedro Alférez         | Pedro Alférez   |                         |
| 1957     |           | Cosas del internado        | Vicente Tortajada     | José Lanzón     | Nova                    |

Cap a 1958 va començar a incloure fotogrames de pel·lícules.

## Llegat i influència
Mariló va ser el primer còmic per a xiquetes que va incloure historietes còmiques dels autors de la seua editorial, avançant-se així a revistes de Bruguera com "Sissi", "Mundo Juvenil" i "Lily".